# Johan Georg af Sillén

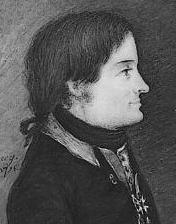
Johan Georg af Sillén.

Johan Georg (Jan) af Sillén, född 9 april 1767 på Ryda kungsgård, död genom drunkning i Stockholms hamn 11 juli 1795, var en svensk sjömilitär, riksdagsledamot och dagboksförfattare.
af Sillén blev sergeant vid arméns flotta 1782 och fänrik där samma år. Han blev adjutant hos generaladjutanten Michael Anckarsvärd och löjtnant vid arméns flotta  1789. Han blev stabsadjutant och kapten i armén 1790. Han utnämndes till adjutant 1790 först hos kung Gustaf III men sedan hos den engelska översten Sidney Smith som var befälhavare över 38 svenska kanonslupar, samma år blev han även riddare av Svärdsorden och han tilldelades den större Fredrikshamnsmedaljen i guld 1791. Han blev överadjutant och major i armén 1792 och adjutant hos amiralen Ehrensvärd i oktober samma år. Han blev kapten i arméns flotta 1793. Han deltog i 1789 års riksdag som fullmäktig för den adliga ätten Standertskjöld och författade då, eftersom adelns protokoll icke skulle få tryckas, egna handskrivna anteckningar i samma ämne, vilka med begärlighet lästes och kopierades. Under sin tid som adjutant till Gustaf III var han befälhavare på den kungliga jakten Amadis och ansvarade för kungens överfart till Finland i mars 1790. Från den månad han deltog i finska kriget eller var ombord på Amphion och Amadis finns dagboksanteckningar bevarade i original vid handskriftsavdelningen på Uppsala universitetsbibliotek. Han blev adjutant hos sir Sidney Smith i juni 1790 och var ombord på Smitts chefsjakt den 16 juni där han under en drabbning blev illa blesserad och förlorade vänstra armen och högra ögat i en sjöstrid vid samband med landstigningen vid Kachis kapell utanför Viborg. Han överlevde det Viborgska gatloppet ombord på ett lasarettsfartyg, men drunknade senare från en speljakt i Stockholms hamn 1795. Delar av hans dagböcker utgavs 1890 under titeln En månad på Amphion, minnen från sjötåget 1790, upptecknade af en deltagare.
Han var son till kaptenen Georg Vilhelm af Sillén (1724–1794) och Brita Johanna Lagerstam (1730–-1807) samt dotterson till landshövdingen Sven Lagerstam (1680–1765).